# テレンティー・デリバス
テレンティー・ドミトリエヴィチ・デリバス(ロシア語: Терентий Дмитриевич Дерибас, ラテン文字転写: Terenty Dmitrievich Deribas、1883年3月28日 – 1938年7月28日）は、ロシアの革命家、チェキスト、およびNKVDの一級国家保安委員。
デリバスはヘルソン県ウスペンスコエの村に生まれた。1904年にボリシェヴィキに入党する。
1918年11月、チェーカーおよび赤軍に入隊し、数師団の政治将校となる。彼はクロンシュタットやタンボフといった場所での反革命反乱鎮圧の任を担った。
1929年、OGPUの代表として極東へと派遣され、大規模な抑圧を行なった。1931年にはNKVDの一員となる。
大粛清が巻き起こる最中、デリバスはトロツキストであるとの告発を受け1937年7月31日に解任される。1937年8月12日には逮捕され、1938年7月28日に死刑判決を受けた。同日、コムナルカ射撃場にて銃殺された。
死後の1957年12月31日に名誉回復された。

## 参照
1. ↑  “Жертвы политического террора в СССР”.   Lists.memo.ru. 2013年6月12日閲覧。

- 情報の一部はロシア語版に基づいています。